# 辻灯子
辻 灯子（つじ とうこ）は、日本の漫画家。星座はみずがめ座。血液型はAB型。主に芳文社の4コマ雑誌で4コマ漫画を発表している。

## 作品の内容
総じて「一生懸命だけどその意気込みが空回り」する主人公が多い。一見コマが白っぽく見えるが結構描き込みがある。また同じページであっても1日経過したら服が違うという女性ならではの清潔感のある細かな配慮がなされている。
ヌードどころか女性の下着姿も稀にしか登場しない。唯一の女子高生を主人公にした「ただいま勉強中」でもそういったジャンルの定番であるスクール水着は描かず、全3巻中1話で体操服の短パンが描かれたぐらいしかない。4コマでも「萌え」を求められる昨今、「描けないものは描けない」というスタンスが男性女性を問わず安心して見ていられる要因となっている。
ただし『敗者復活戦!』では銭湯に行くシーンが何度かあり、主人公格3人が入浴しているシーンとバスタオルを巻いているシーンが描かれている。
車の描写については拘りがあるようで内装を丁寧に描いているシーンが「ただいま勤務中」で見受けられた。
辻の作品はデビュー以来、全ての作品が単行本化されているが、現在『まんがホーム』で連載中の『恋はリベンジのあとで』は2020年1月号にて連載が開始されて以来、現在まで3年以上に亘ってゲスト扱いの状態となっている。芳文社ではゲスト連載作品は単行本化の権利を有さない規定があるため、もしこのまま正規連載へ昇格しないまま連載が終了した場合、自身初の「単行本化されなかった作品」となる可能性がある。

## 作品リスト

### 単行本化
- ただいま勤務中（まんがタイムジャンボ 1999年 - 2003年、まんがタイムポップ 2002年 - 2003年、全3巻）
- べたーふれんず（まんがタイムナチュラル 1999年 - 2003年、全1巻）
  - Moreべたーふれんず（まんがタイムジャンボ 2005年 - 2006年、全1巻）
- ふたご最前線（まんがタイムスペシャル 2000年 - 2010年、全6巻）
- 帝都雪月花（まんがタイムきららキャラット 2003年 - 2005年/2006年 - 2008年）
  - 単行本
    1. 〜昭和余録〜（2005年） ISBN 4-8322-7551-8
    2. 〜昭和怪異始末記〜（2008年） ISBN 978-4-8322-7695-6
- ただいま勉強中（まんがホーム→まんがタイムジャンボ、まんがタイムラブリー→まんがタイムオリジナル 2006年 - 2010年、全3巻）
- 虹色占い師（まんがタイムジャンボ 2003年 - 2005年）
  - 単行本（2010年、全1巻） ISBN 978-4-8322-6908-8
- ただいま独身中（まんがタイムラブリー→まんがホーム 2009年 - 2013年、全3巻）
- よゆう酌々（まんがタイムオリジナル 2010年 - 2015年、全4巻）
- 敗者復活戦!（まんがホーム 2014年 - 2017年、全3巻） - まんがタイムオリジナルに掲載歴あり
  - 単行本
    1. （2016年2月5日発売） ISBN 978-4-8322-5456-5
    2. （2016年10月6日発売） ISBN 978-4-8322-5526-5
    3. （2017年11月7日発売） ISBN 978-4-8322-5639-2
- スズちゃんでしょ!（まんがタイムオリジナル 2015年 - 2019年、全3巻）
  1. （2017年5月6日発売） ISBN 978-4-8322-5589-0
  2. （2018年9月6日発売） ISBN 978-4-8322-5714-6
  3. （2020年1月7日発売） ISBN 978-4-8322-5778-8
- おんなのおしろ（まんがホーム 2018年 - 2019年、全1巻）

### 連載中
- 恋はリベンジのあとで（まんがホーム 2019年 - 、ゲスト扱い）